# تكنولوجيا الجليد القابل للضخ

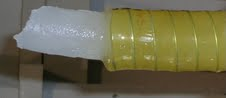

تكنولوجيا الجليد القابل للضخ (PI) هي تقنية لإنتاج واستخدام السوائل أوطاردات الحرارة الثانوية - والتي تسمى أيضًا المبردات - باستخدام لزوجة الماء أو الهلام وقدرة الثلج على التبريد. عادةً ما يتكون الجليد القابل للضخ من خليط متماسك نسبيًا من بلورات الثلج أو الجسيمات التي يتراوح قطرها بين 5 إلى 100 ميكرومتر (1 سم) ويتم نقلها في مياه مالحة أو مياه بحر أو محلول غذائي أو فقاعات غازية من الهواء أو الأوزون أو ثاني أكسيد الكربون.

## العملية التكنولوجية
هناك طريقتان بسيطتان نسبيًا لإنتاج الثلج القابل للضخ، الأولى هي تصنيع أشكال شائعة الاستخدام من الجليد الصلب البلوري  مثل الصفائح أو الأنابيب أو الأصداف أو الرقائق الثلجية، وذلك عن طريق تكسير القطع الثلجية ومزجها بالماء.هذا المزيج من تركيزات الجليد المختلفة وأبعاد الجسيمات (يمكن أن تختلف البلورات الثلجية في الطول من 200 ميكرومتر إلى 10 ملم) يعبر من خلال المضخات من خزان التخزين إلى المستهلك.
أما الطريقة الثانية فتعتمد على تصنيع البلورات داخل السائِل المبَرَّد؛ ويمكن تحقيق هذا التبلور باستخدام تقنيات التبريد أو التفريغ؛ وتعتمد تقنية التفريغ على تعريض كمية صغيرة من الماء إلى ضغط منخفض جدًا إلى أن تتبخر تلك الكمية بينما يتجمد الماء المتبقي ويشكل خليطًا من الماء المثلج، واعتمادًا على التركيزات المضافة فإن درجة الحرارة النهائية للثلج القابل للضخ  تكون ما بين صفر و -4 درجة مئوية. ويتطلب الحجم الكبير من البخار وضغط التشغيل البالغ حوالي 6 مللي بار (600 باسكال) استخدام ضاغط بخار الماء بحجم تخزين كبير، وتعدّ هذه التكنولوجيا مقبولة اقتصاديًا ويمكن التوصية بها للأنظمة ذات قدرة التبريد البالغة 1 ميجاوات (300 طن من التبريد ؛ 3.5 مليون وحدة حرارية / ساعة) أو أكبر.
يمكن أن يتم التبلور عن طريق التبريد باستخدام أنظمة مباشرة أو غير مباشرة.

### النظام المباشر لصنع الجليد القابل للضخ
يتم حقن مادة التبريد مباشرة داخل السائل، ميزة هذه الطريقة هي عدم وجود أي جهاز وسيط بين المبرد والسائل. ومع ذلك قد يؤدي غياب فقد الحرارة بين غاز التبريد والسائل في عملية التفاعل الحراري (نقل الحرارة) إلى حدوث مشكلات، ومن عيوب هذه الطريقة تدابير السلامة التي يجب تنفيذها والحاجة إلى خطوة إضافية من فصل المبردات والصعوبات التي قد تعرقل إنتاج البلورات.

### النظام غير المباشر لصنع جليد القابل للضخ
في الطرق غير المباشرة يتم توجيه المبخر (مبادل الحرارة /مصدر البخار) إما أفقيًا أورأسيًا، ويتم وصل أنبوب الضخ مع واحد إلى مائة من الأنابيب الداخلية حيث يضخ  مادة مبردة تتبخر بين الغلاف والأنابيب الداخلية؛ ويتدفق السائل عبر أنابيب صغيرة القطر، ويمر السائل داخل جهاز التبخير بعدة عمليات مثل عملية التبريد والتبريد الفائق وتجميد السائل وذلك بسبب التبادل الحراري بين السائل وجدران المبخر الباردة.
وتتمثل الفكرة في استخدام سطح مبخر مصقول جيداً (نوع خاص من أسط المبردات يتم كشطه ديناميكيًا) وآليات مناسبة لمنع التصاق البللورات الثلجية بالأسطح ومنع زيادة تكون الجليد أوتكثفه على سطح التبريد الداخلي، ويتم استخدم عادة أذرع أو أعمدة مع مساحات معدنية أو بلاستيكية كآلية لإزالة الجليد المترسب على جدران المبرد.
وتنتج التقنيات الغير المباشرة جليدًا قابلًا للضخ يتكون من بلورات من 5 إلى 50 ميكرومتر ولها عدة مزايا حيث يمكن أن تنتج 1000 كيلوجرام من الجليد البلوري باستخدام طاقة منخفضة عن تلك المطلوبة لإنتاج الجليد المعاد تشكيله؛  حيث تتراح الطاقة المطلوبة من 60 إلى 75 كيلووات /ساعة بدلاً من 90 إلى 130 كيلووات / الساعة، ومن المتوقع أن تؤدي التحسينات الإضافية إلى إنتاج الجليد بطاقة من 40 إلى 55 كيلو واط في الساعة لكل 1000 كيلوجرام من الثلج النقي وكذلك إلى زيادة سعة إنتاج الجليد.
وتستخدم المبخرات التجارية ذات الأنابيب المزدوجة في صناعات الأغذية والسمك؛ ويكون قطر الأنابيب الداخلية بها في نطاق يتراوح بين 50-125 مم وطولها من60 إلى 300 سم، وتستخدم المبخرات على نطاق واسع في فصل الشمع عن زيوت التشحيم بأنابيب داخلية ذات قطر ما بين 150-300 مم وطولها ما بين 600-1200سم.
وفي بعض الأحيان يمكن إضافة غاز إلى السائل المتدفق عبر المبخر، حيث يدمر الطبقة التي يكونها السائل على أسطح المبخر الباردة، ويزيد من معدل التدفق ويقلل متوسط لزوجة الثلج القابل للضخ، وتستخدم في هذه العملية سوائل مختلفة مثل ماء البحر أو العصير أو المحاليل الملحية أو محلول الجليكول مع إضافات تصل إلى 3 - 5٪ من تركيزات المحاليل ونقطة تجمد أقل من −2 درجة مئوية. وعادة ما تتضمن معدات إنتاج وتجميع وتوريد الثلج القابل للضخ  معدَّات للثلج وصهاريج للتخزين ومبادل حراري و أنابيب ومضخات وأجهزة كهربائية وإلكترونية.
ويمكن ضخ الثلج القابل للضغط مع تركيز 40٪ من الثلج كحد أقصى مباشرةً من صانع الثلج إلى المستهلك، وأقصى تركيز يمكن حفظه بصهاريج التخزين هوتركيز 50٪ من الثلج، ويكون الحد الأقصى لطاقة التبريد للثلج القابل للضخ المتراكم في خزان التخزين في مرحلة متجانسة هو حوالي 700 كيلو واط في الساعة وهو ما يعادل حجم 10-15 متر مكعب من خزان التخزين، ويتم استخدام خلاط بقوة عالية لمنع فصل الجليد عن السائل المبرد ويحافظ على تركيز الثلج دون تغيير بمرور الوقت ولا يتأثر بارتفاع الخزان. ويتم نقل الثلج القابل للضخ من خزان التخزين إلى مكان الاستهلاك الذي يمكن أن يكون على بعد مئات الأمتار.
وفي الصهاريج  ذات الأحجام الأكبر من 15 م مكعب لا يتم خلط الثلج القابل للضخ ولكن يتم استخدام طاقة الثلج الباردة فقط عن طريق نقل حرارة باستخدام السائل الذي يدور بين خزان التخزين وخزانات المستهلكين.

## مساوئ مستودعات تخزين الثلج الموجودة
مثل عدم القدرة على تحديد كمية الجليد الناتجة مما يؤدي إلى تراكمها بسبب عدم انتظام رش السائل الدافئ حيث أنه يتم ضخه عشوائيا داخل الخزان، وكذلك فإن معدل ذوبان الجليد يتم بشكل غير متساوٍ لذا يتكون ما يشبه التلال أوالمسامير الجليدية فوق سطح الجليد مما يؤدي إلى تدمير أجهزة الرش؛ وفي هذه الحالة يصبح من الضروري تقليل مستوى المحلول في خزان التخزين لتجنب تكسير أجهزة الرش.
وكذلك فإن الثلج المتراكم في الخزان قد يتجمع ويكون كتلة كبيرة الحجم من الجليد، وعند ضخ السائل الدافئ فإنه يُكَوّن مسارات داخل الكتلة الجليدية وبذلك لا تتم الاستفادة من حجم التلج بالكامل، ويؤدي تكوُّن مثل تلك الكتل إلى عدم استغلال حجم الخزانات على الوجه الأمثل  مما يؤدي إلى انخفاض الحد الأقصى لكمية الجليد التي يمكن الاستفادة منها وكذلك عدم القدرة على ملء حجم الخزان بالكامل.
ولاتزال الأبحاث مستمرة لمحاولة التغلب على تلك المشكلات ومن المتوقع أن يؤدي ذلك إلى إنتاج كميات كبيرة من صهاريج التخزين الرخيصة والموثوقة والفعالة، ويجب أن تتمكن هذه الخزانات من احتمال تركيزات أعلى للجليد والسماح بالإستخدام الكامل لإمكانيات التبريد المخزنة.